# Николаевка (Красногорский район)
Николаевка — село в Красногорском районе Брянской области России. Входит в состав Колюдовского сельского поселения.

## География
Село находится в западной части Брянской области, в зоне хвойно-широколиственных лесов, в пределах восточной окраины Полесской низменности, на берегах реки Дороговши, при автодороге 15К-1506, на расстоянии примерно 21 километра (по прямой) к северо-западу от посёлка городского типа Красная Гора, административного центра района. Абсолютная высота — 169 метров над уровнем моря.

### Климат
Климат характеризуется как умеренно континентальный. Среднегодовая многолетняя температура воздуха составляет 10 °С. Средняя температура воздуха самого тёплого месяца (июля) — 23,9 °C (абсолютный максимум — 32 °C); самого холодного (января) — −3,8 °C (абсолютный минимум — −25 °C). Безморозный период длится в среднем 170—190 дней. Среднегодовое количество атмосферных осадков составляет 550—600 мм.

### Часовой пояс
Село Николаевка, как и вся Брянская область, находится в часовой зоне МСК (московское время). Смещение применяемого времени относительно UTC составляет +3:00.

## История
Николаевка (устаревшее Селище, Решетово) основана в середине XVIII века генеральным хорунжим Н.Д. Ханенко (первоначально - деревня, сельцо; входила в приход села Лотаки). До 1781 в Новоместской сотне Стародубского полка (казачьего населения не имела); с 1782 по 1921 в Суражском уезде (с 1861 - в составе Лотаковской волости); в 1921-1929 в Клинцовском уезде (Лотаковская, с 1924 Заборская волость), с 1929 в Красногорском районе. В 1893 был построен деревянный храм Святого Николая (закрыт в 1937, сгорел в 1943); с конца XIX века действовала земская школа. В середине XX века - колхоз "Вторая пятилетка". До 1959 - центр Николаевского сельсовета, в 1959-2005 в Кургановском сельсовете. 

## Население
| 2010 | 2013 |
| ---- | ---- |
| 15   | ↘7   |

### Национальный состав
1260 человек (1901), в национальной структуре населения русские составляли 97 % из 40 человек (2002).